# Cipriano Palafox y Portocarrero
Cipriano de Palafox y Portocarrero, 8. hrabě z Montija (15. září 1784, Madrid – 15. března 1839, Peñaranda de Duero) byl španělský grand voják a politik. Náležel mu titul hraběte z Teby a od roku 1834 také hraběte z Montija, etc. Jeho dcerou byla poslední francouzská císařovna Evženie.

## Život
Cipriano náležel k větvi předního španělské rodu Guzmánů. Byl nejmladším synem Filipa Palafoxe († 1790, 2. syn markýze z Arizy) a hraběnky Marie Františky Portocarrero (1754–1803). Měl staršího bratra hraběte Evžena z Montija (1773–1834) a čtyři sestry. Nejstarší sestra Marie Ramona (1777–1823) se provdala za hraběte z Parcentu, druhá sestra Marie Gabriela (1779–1820) za Luise Palafoxe, další sestra Marie Tereza (1780 – 1835) za vévodu z Medina-Sidonia a nejmladší ze sester Marie Benta (1782–1818) se stala manželkou markýze z Villamayoru.

### Vojenská kariéra
V patnácti letech vstoupil do armády, studoval na dělostřelecké škole v Segovii a v roce 1805 se jako podporučík zúčastnil bitvy u Trafalgaru, v níž utrpěl vážné zranění levé paže. Povýšen na důstojníka byl pak, na Napoleonovu žádost, králem Karlem IV. vyslán do Toulouse, aby se zde ujal řízení vojenské slévárny. K císaři Francouzů choval po celý život velkou úctu a obdiv.

Po dosazení Napoleonova bratra Josefa na španělský trůn se, jako příslušník španělského dělostřeleckého pluku pod francouzským velením, zúčastnil napoleonských válek. V jedné z bitev byl raněn do nohy a přišel o oko. V roce 1814 pak velel pluku Polytechnické školy, s nímž se marně snažil čelit kozáckému útoku na Paříž. 
| „ | Poslední výstřely z děl, které posunuly naší hanbu o jeden den, vypálil plukovník Portocarrero. | “ |
| — |                                                                                                 |   |

Ač poražen byl králem Ludvíkem XVIII. jmenován rytířem Čestné legie a mohl se vrátit do vlasti, jako místo pobytu mu bylo určeno město Málaga.

### Ve vyhnanství

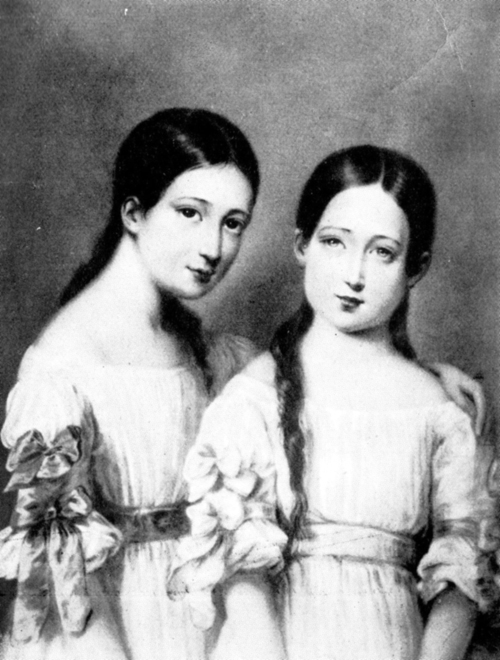
Dcery Františka a Evženie

Dne 15. prosince 1817 se po souhlasu staršího bratra oženil s o deset let mladší Manuelou Kirkpatrickovou. Ta, ačkoliv svůj původ odvozovala od rodu Stuartovců, byla pouze movitou a krásnou dcerou skotského emigranta, který zbohatl obchodováním a získal společenskou vážnost jako americký konzul, a baronesy z Grevigné. Poprvé se s ní setkal v roce 1813 u hraběnky z Lessepsu, která byla její sestrou. Temperamentní a veselá dívka, která hovořila pěti jazyky, uměla zpívat i malovala jej samozřejmě okouzlila.
Manželé museli pobývat v Granadě, protože Cipriano byl jako bonapartista pod stálým policejním dohledem. V roce 1820 se ovšem neopomněl připojit k liberálům, kteří po králi Ferdinandovi VII. požadovali ústavu. Zatčení a vypovězení do Galicie jej ale neodradilo od kritiky starých pořádků. Za účast na spiknutích proti režimu pobýval často ve vězení, z nichž mu na svobodu pomáhal Bourbonům oddaný bratr Evžen.
Za jeho nepřítomnosti si manželka užívala radostí života. V jejím salonu na calle Gracia vítězilo veselí a svoboda mravů nad obvyklou upjatostí. Výdaje krásné choti byly ovšem vyšší než si mohl dovolit a její nevázané chování vyvolalo po narození dcer Františky a Evženie pomluvy, týkající se jeho otcovství.

### Místo senátora
V roce 1830 dostal povolení přesídlit s rodinou do Madridu, protože králi Ferdinandovi VII. se konečně narodil potomek, ale pouze dcera Izabela, jejíž nástupnictví salijský zákon neumožňoval a král tak potřeboval pro podporu pragmatické sankce zastání ze všech stran. Zatímco Manuela s dcerami žila na calle del Sordo nebo na zděděném venkovském statku Quanta Miranda v Carabanchelu, Cipriano raději pobýval v liberálnější Francii a rodinu pouze navštěvoval. Při jedné cestě z Toleda se seznámil s francouzským romanopiscem Prosperem Mériméem a pozval ho k návštěvě. Ten pak zůstal rodinným přítelem až do své smrti.
V roce 1834 zemřel jeho bratr Evžen a Cipriano zdědil rodinný majetek i titul hraběte z Montija. Vzhledem k politické situaci v zemi, která se po smrti krále Ferdinanda VII. neustále zhoršovala a nakonec vyústila v občanskou válku, byl ovšem nucen vydat se s manželkou a dětmi na náročnou a nebezpečnou cestu přes Barcelonu, Zaragozu, Perpignan a Toulouse do Paříže, kam dorazili na jaře 1835.
Rodinu zanechal na rue de la Ville-l'Evêque a sám se vydal zpět do Madridu, protože byl jmenován senátorem. Často si dopisoval s dcerami, zejména s Evženií, která mu mj. napsala: Toužím po tom, abych Vás mohla políbit, tatínku, a až budu opět u Vás na druhé straně Pyrenejí, bude moje srdce plné radosti.
Do Paříže naposledy zavítal v roce 1837, aby zde dva měsíce pobyl s dcerami. Zemřel za přítomnosti své manželky 15. března 1839 v Madridu, dcery se na cestu do Španělska vydaly až pět dnů po jeho smrti.

## Potomci
- Františka (1825–1860 ∞ 1844 vévoda Jakub I. z Alby
- Evženie (1826–1920) ∞ 1856 francouzský císař Napoleon III.